# Antonia Göransson
Antonia Pia Anna Göransson (Estocolmo, Suecia; 16 de septiembre de 1990) es una futbolista sueca. Juega como centrocampista en el Bayer 04 Leverkusen de la Bundesliga Femenina de Alemania.
Comenzó su carrera a los 15 años en el LdB Malmö, y empezó a destacar tras fichar por el Kristianstads DFF en 2008. En 2010 pasó a la liga alemana, en las filas del Hamburgo SV.
Al año siguiente, tras ganar el bronce en el Mundial 2011, fichó por el Turbine Potsdam, el campeón de la Bundesliga. En 2012 jugó los Juegos Olímpicos de Londres.

## Estadísticas

### Clubes
| Club                   | País           | Año             |
| ---------------------- | -------------- | --------------- |
| Husie IF (préstamo)    | Suecia         | 2007 - 2008     |
| BK Skjold (préstamo)   | Dinamarca      | 2007            |
| Kristianstads DFF      | Suecia         | 2008 - 2010     |
| Hamburgo S.V.          | Alemania       | 2010 - 2011     |
| 1. FFC Turbine Potsdam | Alemania       | 2011 - 2014     |
| Vittsjö GIK            | Suecia         | 2014 - 2015     |
| Seattle Reign FC       | Estados Unidos | 2016            |
| Mallbackens IF         | Suecia         | 2016 - 2017     |
| Kolbotn                | Noruega        | 2017            |
| Fiorentina             | Italia         | 2017            |
| Assi IF                | Suecia         | 2018            |
| Bayer 04 Leverkusen    | Alemania       | 2019 - presente |